# Dušan Tittel
Dušan Tittel (ur. 27 grudnia 1966 w Namiestowie) – słowacki piłkarz, grający na pozycji obrońcy, działacz piłkarski i trener, a także polityk.

## Życiorys
Karierę zaczynał w MFK Kubiń Dolný. Później przez 9 lat występował w Slovanie Bratysława. W latach 1991–1992 grał we francuskim Nîmes Olympique, powrócił następnie do poprzedniego klubu. W 1997 został zawodnikiem Spartaka Trnawa. Występował później na Cyprze w barwach Omonii Nikozja. W 2001 w ostatnim roku kariery zawodniczej ponownie grał w Slovanie Bratysława. Trzykrotnie zdobywał mistrzostwo Słowacji (1994, 1995, 1996), a czterokrotnie krajowy puchar (1989, 1994, 1997, 1998), w 2001 wywalczył mistrzostwo Cypru.
Występował w dwóch reprezentacjach – czechosłowackiej i słowackiej. W pierwszej wystąpił w 7 spotkaniach, w drugiej drużynie zagrał 44 razy, zdobywając 7 goli. Trzykrotnie (1995, 1996, 1997) wybierany był na najlepszego słowackiego piłkarza.
W latach 1984–1989 studiował w Wyższej Szkole Ekonomicznej w Bratysławie. W latach 2002–2006 był sekretarzem generalnym słowackiego związku piłki nożnej SFZ. Był głównym menedżerem (2008–2011) i dyrektorem generalnym (2014–2015) Slovana Bratysława, od kwietnia do sierpnia 2015 pełnił funkcję trenera pierwszego zespołu. W latach 2011–2014 był prezesem zrzeszenia Únia ligových klubov, zarządzającego 1. ligą w piłce nożnej.
Zaangażował się również w działalność polityczną. Od 2001 do 2005 pełnił funkcję radnego kraju bratysławskiego. Był związany z ugrupowaniem Sojusz Nowego Obywatela. W wyborach w 2016 z listy Słowackiej Partii Narodowej uzyskał mandat posła do Rady Narodowej, który wykonywał do 2020. W 2021 dołączył do ugrupowania Głos – Socjalna Demokracja. Z jego ramienia w 2023 powrócił do słowackiego parlamentu.